# Encore un matin
Encore un matin (укр. Ще один ранок) — пісня Жана-Жака Гольдмана, записана в 1983 році. Увійшла до третього студійного альбому «Positif».

## Про пісню
Гітарна композиція «Encore un matin» має характерні поп-рокові елементи тогочасся. Темпову вокальну партію Жан-Жак супроводжує експресивним награванням електро-гітари та вокально-хоровим заспівом приспіву в пісні. Пісню переспівували: і сам автор, й інші французькі виконавці.

## Фрагмент пісні
Фрагмент пісні (перший куплет і приспів):
Encore un matin,

Un matin pour rien

Une argile au creux de mes mains

Encore un matin

Sans raison, ni fin

Si rien ne trace son chemin

Matin pour donner ou bien matin pour prendre

Pour oublier ou pour apprendre

Matin pour aimer, maudire ou mépriser

Laisser tomber ou résister

Encore un matin

Qui cherche et qui doute

Matin perdu cherche une route

Encore un matin

Du pire ou du mieux

A éteindre ou mettre le feu

...